# Ildikó Rejtő-Ujlaki-Sági
Ildikó Rejtő-Ujlaki-Sági (Budapest, 11 maggio 1937) è un'ex schermitrice ungherese, vincitrice di due medaglie d'oro, tre d'argento e due di bronzo nella scherma ai giochi olimpici.